# Omer Fast
Omer Fast (hebräisch עומר פסט; * 1972 in Jerusalem) ist ein israelischer Videokünstler und Filmregisseur.

## Leben
Fast studierte Kunst an der Tufts University (Bachelor 1995) und am Hunter College (Master 2000). 2015 drehte er seinen ersten abendfüllenden Spielfilm Remainder, der am 10. Oktober 2015 beim London Film Festival uraufgeführt wurde und am 15. Februar 2016 auf der Berlinale seine Deutschlandpremiere feierte. Dort wurde ebenfalls sein zweiter Langspielfilm Continuity gezeigt. Der Film ist eine Erweiterung des gleichnamigen Kurzfilms aus dem Jahr 2012. 2024 wurde sein dritter Langfilm Abendland veröffentlicht.
Omer Fast wurde 2016 als Professor für Medienkunst an die HfG Karlsruhe berufen. Seit 2023 ist er Professor für Film an der Hochschule für bildende Künste Hamburg.

## Preise und Auszeichnungen
- 2009 Preis der Nationalgalerie für Junge Kunst
- 2008 Bucksbaum Award des Whitney Museum of American Art[6]

## Filmografie(Auswahl)
- 2015: Remainder
- 2016: Continuity
- 2024: Abendland

## Ausstellungen
- „Omer Fast. Reden ist nicht immer die Lösung“, Martin-Gropius-Bau, Berlin (2016)
- "Omer Fast", Museum für Gegenwartskunst Krakau, Krakau (2015)
- dOCUMENTA (13), Kassel (2012) mit Continuity (Kurzfilm)
- Biennale di Venezia, Venedig (2011)
- Kölnischer Kunstverein, Köln (2011)
- Cleveland Museum of Art, Cleveland (2010)
- Wexner Center for the Arts, Columbus (2012)
- Whitney Museum of American Art, New York (2010)
- Berkeley Art Museum, Berkeley (2009)
- Whitney Biennial, New York (2008, 2002)[7]
- Museum Moderner Kunst Stiftung Ludwig Wien (mumok), Wien (2007)
- Carnegie Museum of Art, Pittsburgh (2005)
- Pinakothek der Moderne, München (2004)
- Frankfurter Kunstverein, Frankfurt (2003)